# バレンセン
バレンセン（英: Valencene）は、柑橘類に含まれるセスキテルペンの一種である。バレンシアオレンジなどから安価に採取できる。グレープフルーツの香気成分であり、ココアにも含まれる。複数の異性体があるが、柑橘類からは(+)-バレンセンが発見されている。ファルネシル二リン酸からCVS酵素 (CVS (enzyme)) により生合成される。飲料などのフレーバーに0.9ppm以下程度使用されるほか、ノートカトンの合成原料にもなる。